# شهرداری یزد
شهرداری یزد، موسسه عمومی غیر دولتی است که در سال ۱۳۱۰ خورشیدی با نام بلدیه یزد، تأسیس شد و مدیریت شهری شهر یزد را به عهده دارد. مسئولیت مدیریت این سازمان با شهردار یزد است. شهرداری یزد، شامل ۴ منطقه و یک ناحیه بافت تاریخی است که مدیریت هر منطقه به عهده مدیر آن منطقه که توسط شهردار یزد انتخاب می‌شود، است.